# Civiasco
Varallo je italská obec v provincii Vercelli v oblasti Piemont.
K 31. prosinci 2011 zde žilo 265 obyvatel.

## Sousední obce
Arola (VB), Cesara (VB), Madonna del Sasso (VB), Varallo